# Pecos County
Pecos County är ett administrativt område i delstaten Texas, USA, med 15 507 invånare (2010). Den administrativa huvudorten (county seat) är Fort Stockton. 

## Geografi
Enligt United States Census Bureau har countyt en total area på 12 341 km². 12 338 km² av den arean är land och 3 km² är vatten.  

### Angränsande countyn
- Ward County - norr
- Crane County - norr
- Crockett County - öster
- Terrell County - sydost
- Brewster County - sydväst
- Jeff Davis County - väster
- Reeves County - nordväst